# Гиждуван
Гиждува́н (узб. Gʻijduvon / Ғиждувон) — город (с 1972 года), центр одноимённого района Бухарской области Узбекистана.

## История
Археологические данные свидетельствуют, что поселение на территории современного Гиждувана было основано ещё до арабского нашествия.
Село Гиждуван упоминается в исторических летописях, начиная с X века и говорится, что оно получало воду из арыка Харкан-руд, или Калкан-руд, также упомянутого уже у географов X века Рустак, орошенный арыком, назывался «Нижней Харканой», в противоположность «Верхней Харкане» напротив Кермине. Уже тогда это был один из торговых центров региона. Он входил в состав государства Саманидов.
Гиждуван в XII веке был базарным селением в 6 фарсахах от Бухары. Впоследствии тюмень, в котором находился Гиждуван, назывался то Гиждуванским, то Харканрудским. Настоящую популярность селу, позже  превратившемуся в городок, принёс один из представителей суфизма Абдулхалик Гиждувани, живший в XII веке в эпоху Тюркской династии Караханидов.
До XV века с Гиждуваном соперничал городок Тававис, основанный ещё в раннем средневековье. Однако в последующие периоды Гиждуван превратился в город, а Тававис потерял своё значение. 
С XVI века при узбекской династии Шейбанидов Гиждуван стал городом-крепостью, где часто происходили сражения. В произошедшем здесь Гиждуванской битве Бабур был разбит Шейбанидами, что положило конец господству Тимуридов в Мавераннахре. При Абдулла-хане II в 1578 году около Гиждувана через Зеравшан был построен мост из 13 арок, по-видимому служивший в то же время плотиной для поднятия воды в реке и разделения её на протоки. В «Тарих-и Рахимхани» говорится, что река здесь разделяется на несколько речек, каждая речка — на несколько ветвей, каждая ветвь — на несколько протоков, вследствие чего становится населёнными деревни.
Значение торгового центра Гиждуван сохранил и в эпоху Бухарского эмирата (1758—1920). В те годы город с окрестностями являлся одним из тюменей Бухарского вилайета. Но, также В. В. Бартольд упоминал, что «ныне Гиждуван составляет особое амлякдарство в бекстве Кермине». Недалеко от Гиждувана родился великий таджикский писатель Садриддин Айни и таджикский курбаши Фузайл Махсум.

## Население
В 2004 году население составляло 40 800 человек. По данным отдела архитектуры города Гиждувана, в 2009 году население города насчитывало 47 200 человек.
По прогнозу диссертационной работы, в 2014 году оно достигло 54 220 человек, а в 2029 году  должно составлять 72 000 человек.

## Достопримечательности

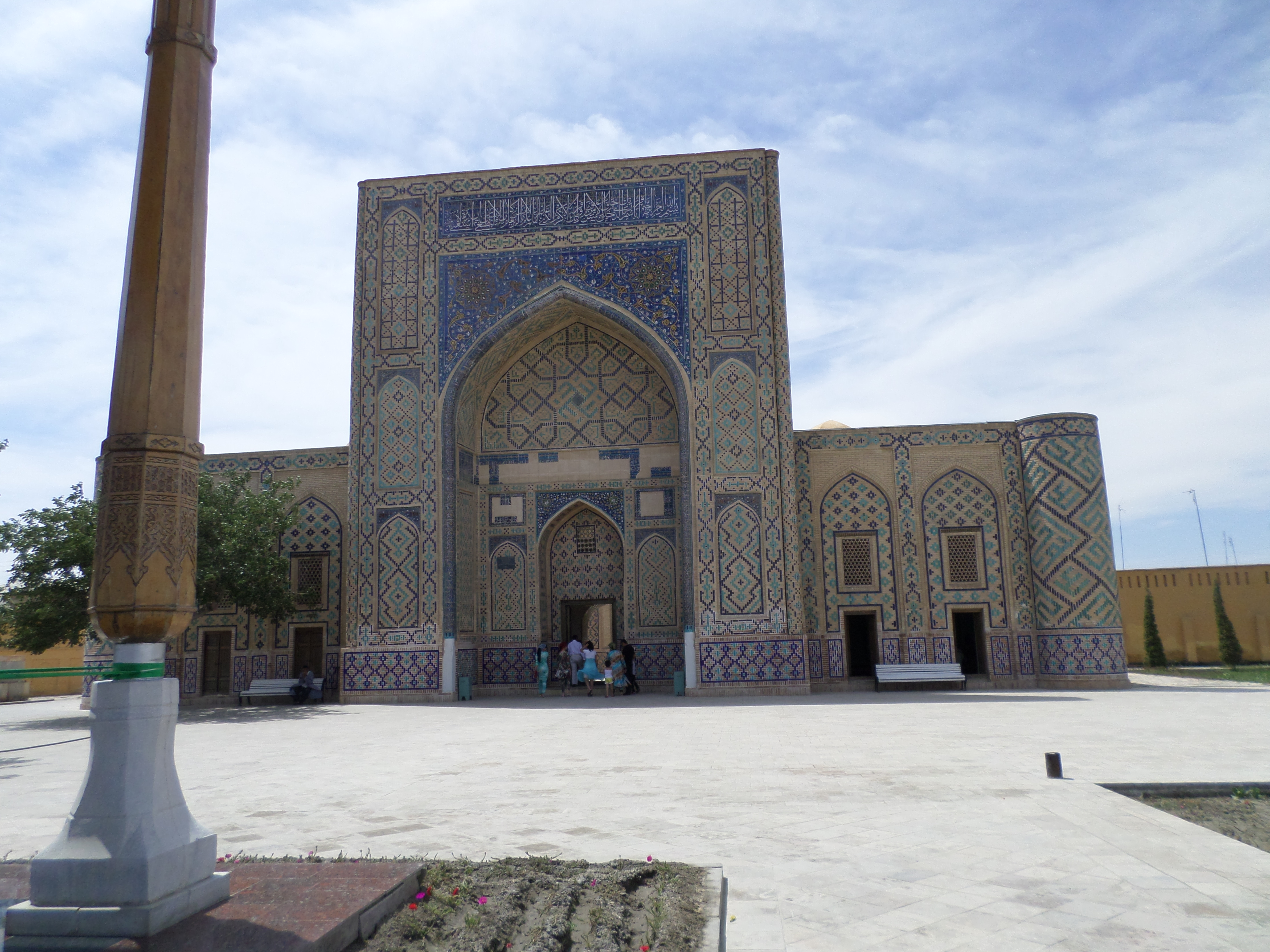
Медресе Улугбека в Гиждуване.

Медресе Улугбека было основано Улугбеком в Гиждуване в 1433 году (одно из трёх Медресе, названных в его честь). Это 2-айванное здание с внутренней мечетью и дарсханой. Фасад покрыт сплошной облицовкой.
Также в Гиждуване находится памятник на месте погребения известного исламского теолога Абдухолика Гиждувони.

## Культура
Гиждуван — один из центров народного искусства Узбекистана. Здесь живут и работают представители 6-го поколения династии Нарзуллаевых — мастеров декоративной керамики.
В 2000 году один из представителей этой семьи — Абдулла Нарзуллаев основал Центр глазурованной керамики Гиждувана, который включает в себя:
- музей керамики, в котором собраны образцы традиционной керамики Узбекистана;
- галерея, показывающая народные ремесла региона;
- керамическая мастерская;
- вышивальная мастерская;
- дом Нарзуллаевых.

Здесь можно приобрести изделия, выполненные современными мастерами на основе богатых традиций декоративно-прикладного искусства Узбекистана.